# Clearwater (Florida)
Clearwater ist eine Stadt und zudem der County Seat des Pinellas County im US-Bundesstaat Florida. Das U.S. Census Bureau hat bei der Volkszählung 2020 eine Einwohnerzahl von 117.292 ermittelt. 
Clearwater ist der Hauptsitz von Scientology. Die an der Tampa Bay gelegene Stadt ist Teil der Metropolitan Statistical Area (MSA) Tampa-St. Petersburg-Clearwater (kurz auch Tampa Bay Area) mit rund 2,8 Millionen Einwohnern.

## Geographie
Clearwater liegt zwischen dem Golf von Mexiko und der Tampa Bay und befindet sich rund 15 km westlich von Tampa. Angrenzende Städte sind Dunedin, Belleair, Belleair Beach, Largo und Safety Harbor.

### Klima
Das Klima ist mild und warm, mit einem leichten Wind von der See. Statistisch regnet es in den Sommermonaten an durchschnittlich 30 % der Tage, wenn auch nur kurzfristig. Die höchsten Temperaturen sind im Mai bis Oktober, mit bis zu 33 °C. Die kältesten Monate von Dezember bis Februar mit durchschnittlich nur 12 °C. Schneefall ist in der Region nahezu unbekannt, es kann jedoch zu Wirbelstürmen kommen.
Clearwater ist im Guinness-Buch der Rekorde mit dem Weltrekord für die meisten Sonnentage (361) eingetragen.

## Religionen
In Clearwater gibt es derzeit 93 verschiedene Kirchen aus 22 unterschiedlichen Konfessionen, darunter ist die Methodistenkirche mit 8 Kirchen am stärksten vertreten. Weiterhin gibt es 4 zu keiner Konfession gehörende Kirchen (Stand: 2004).
Seit 1975 hat die Church of Scientology ihr sogenanntes Spirituelles Zentrum in Clearwater. Zunächst im Fort Harrison Hotel beheimatet, wurde am 17. November 2013 das neue Flag Building eingeweiht, welches mit dem Fort Harrison über eine Gebäudebrücke verbunden ist.

## Demografische Daten
Laut der Volkszählung 2010 verteilten sich die damaligen 107.685 Einwohner auf 59.156 Haushalte. Die Bevölkerungsdichte lag bei 1102,2 Einw./km². 79,8 % der Bevölkerung bezeichneten sich als Weiße, 10,9 % als Afroamerikaner, 0,5 % als Amerikanische Ureinwohner und 2,1 % als Asiatische Amerikaner. 4,2 % gaben die Angehörigkeit zu einer anderen Volksgruppe und 2,4 % zu mehreren Volksgruppen an. 14,2 % der Bevölkerung bestand aus Hispanics oder Latinos.
Im Jahr 2010 lebten in 23,4 % aller Haushalte Kinder unter 18 Jahren sowie in 32,5 % aller Haushalte Personen mit mindestens 65 Jahren. 55,0 % der Haushalte waren Familienhaushalte (bestehend aus verheirateten Paaren mit oder ohne Nachkommen bzw. einem Elternteil mit Nachkomme). Die durchschnittliche Größe eines Haushalts lag bei 2,19 Personen und die durchschnittliche Familiengröße bei 2,85 Personen.
20,9 % der Bevölkerung waren jünger als 20 Jahre, 24,4 % waren 20 bis 39 Jahre alt, 28,1 % waren 40 bis 59 Jahre alt und 26,6 % waren mindestens 60 Jahre alt. Das mittlere Alter betrug 44 Jahre. 48,3 % der Bevölkerung waren männlich und 51,7 % weiblich.
Das durchschnittliche Jahreseinkommen lag bei 41.986 $, dabei lebten 15,5 % der Bevölkerung unter der Armutsgrenze.
Im Jahr 2000 war Englisch die Muttersprache von 84,23 % der Bevölkerung, Spanisch sprachen 8,55 % und 7,22 % hatten eine andere Muttersprache.

## Kultur und Sehenswürdigkeiten

### Parks und Sportmöglichkeiten
Es gibt ein breites Angebot von verschiedenen Stadtparks sowie mehrere sportliche Einrichtungen sowie Spielwiesen und Möglichkeiten zum Camping und Grillen.
Jedes Jahr im November findet die Ironman-70.3-Weltmeisterschaft (früher: Half-Triathlon) statt.

### Sehenswertes
Folgende Objekte sind im National Register of Historic Places gelistet:
- Belleview-Biltmore Hotel
- Cleveland Street Post Office
- Harbor Oaks Residential District
- Mount Olive African Methodist Episcopal Church
- Old Pinellas County Courthouse
- Donald Roebling Estate
- South Ward School

Weitere Sehenswürdigkeiten in Clearwater:
- Ruth Eckerd Hall
- Clearwater Marine Aquarium
- Moccasin Lake Nature Park

## Wirtschaft und Infrastruktur

### Wirtschaft
Die hauptsächlichen Beschäftigungszweige sind: Ausbildung, Gesundheit und Soziales (17,3 %), Handel / Einzelhandel (14,1 %), Zukunftstechnologien, Management, Verwaltung (13,0 %), Kunst, Unterhaltung, Lebensmittel, Restaurants (10,0 %).
Mit Tech Data hat einer der weltweit größten IT-Konzerne seinen Firmensitz in Clearwater, ebenso der Tonerhändler Toner.com.

### Verkehr
Clearwater wird vom U.S. Highway 19 sowie den Florida State Roads 60, 580 und 590 durchquert. Der nächste Flughafen ist der St. Petersburg-Clearwater International Airport (rund 5 km entfernt).
Der Clearwater Memorial Causeway schafft eine Verbindung zum Stadtviertel Clearwater Beach.

## Kriminalität
Die Kriminalitätsrate lag im Jahr 2010 mit 381 Punkten (US-Durchschnitt: 266 Punkte) im durchschnittlichen Bereich. Es gab fünf Morde, 35 Vergewaltigungen, 245 Raubüberfälle, 490 Körperverletzungen, 777 Einbrüche, 3360 Diebstähle, 201 Autodiebstähle und zwölf Brandstiftungen.

## Städtepartnerschaft
Partnerstadt Clearwaters ist seit 1959 Nagano in Japan.

## Söhne und Töchter der Stadt
- Michael Wynne (* 1944), Geschäftsmann
- John Linthicum (1948–2008), Schriftsteller
- Nancy McEldowney (* 1958), Diplomatin
- Amer Čengić Čenga (* 1966), Bosnischer Sänger, Gewinner bei „Nikad nije kasno“
- Sara Blakely (* 1971), Unternehmerin
- Myk Watford (* 1971), Schauspieler
- Ricky Carmichael (* 1979), Rennfahrer
- Keith Thurman (* 1988), Boxer
- Melanie Margalis (* 1991), Schwimmerin
- Tyler Higbee (* 1993), American-Football-Spieler